# Cantonul Colombey-les-Belles
Cantonul Colombey-les-Belles este un canton din arondismentul Toul, departamentul Meurthe-et-Moselle, regiunea Lorena, Franța.

## Comune
- Aboncourt
- Allain
- Allamps
- Bagneux
- Barisey-au-Plain
- Barisey-la-Côte
- Battigny
- Beuvezin
- Colombey-les-Belles (reședință)
- Courcelles
- Crépey
- Dolcourt
- Favières
- Fécocourt
- Gélaucourt
- Gémonville
- Germiny
- Gibeaumeix
- Grimonviller
- Mont-l'Étroit
- Pulney
- Saulxerotte
- Saulxures-lès-Vannes
- Selaincourt
- Thuilley-aux-Groseilles
- Tramont-Émy
- Tramont-Lassus
- Tramont-Saint-André
- Uruffe
- Vandeléville
- Vannes-le-Châtel